# Estação Auditorio (SITEUR)
A Estação Auditorio é uma das estações do VLT de Guadalajara, situada em Zapopan, seguida da Estação Periférico Norte. Administrada pelo Sistema de Tren Eléctrico Urbano (SITEUR), é uma das estações terminais da Linha 1.
Foi inaugurada em 23 de novembro de 2018. Localiza-se no cruzamento da Estrada do Federalismo com a Rua Tratado de Tlatelolco. Atende os bairros Auditorio, Divisióon del Norte e Parques del Auditorio.